# Taketomi

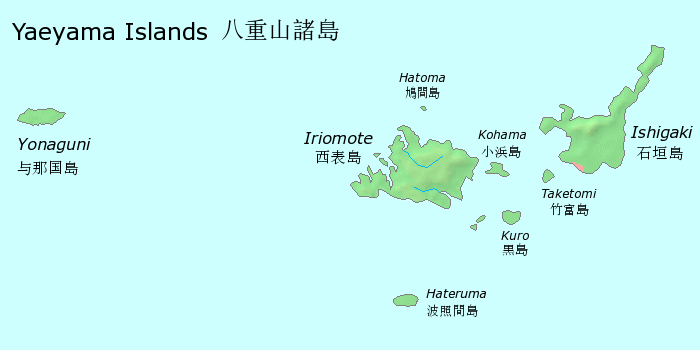
Quần đảo Yaeyama cho thấy vị trí của đảo Taketomi

Taketomi (竹富島, Trúc Phú đảo; tiếng Yaeyama: Teedun tiếng Okinawa: Dakidun) là một hòn đảo thuộc Yaeyama tỉnh Okinawa, Nhật Bản.  Nằm cách 10 phút đi thuyền từ đảo Ishigaki, hòn đảo có một ngôi làng ở trung tâm, cũng gọi là Taketomi.  Taketomi có dân số khoảng 361 (năm 2006) và diện tích là 6,32 km². Hình dạng của đảo khá tròn, có thể đi bộ đến khắp nơi.
Taketomi được biết đến với những ngôi nhà truyền thống Ryukyu, các tường rào đá, và các đường bằng cát, và là một điểm du lịch quen thuộc.

## Hình ảnh

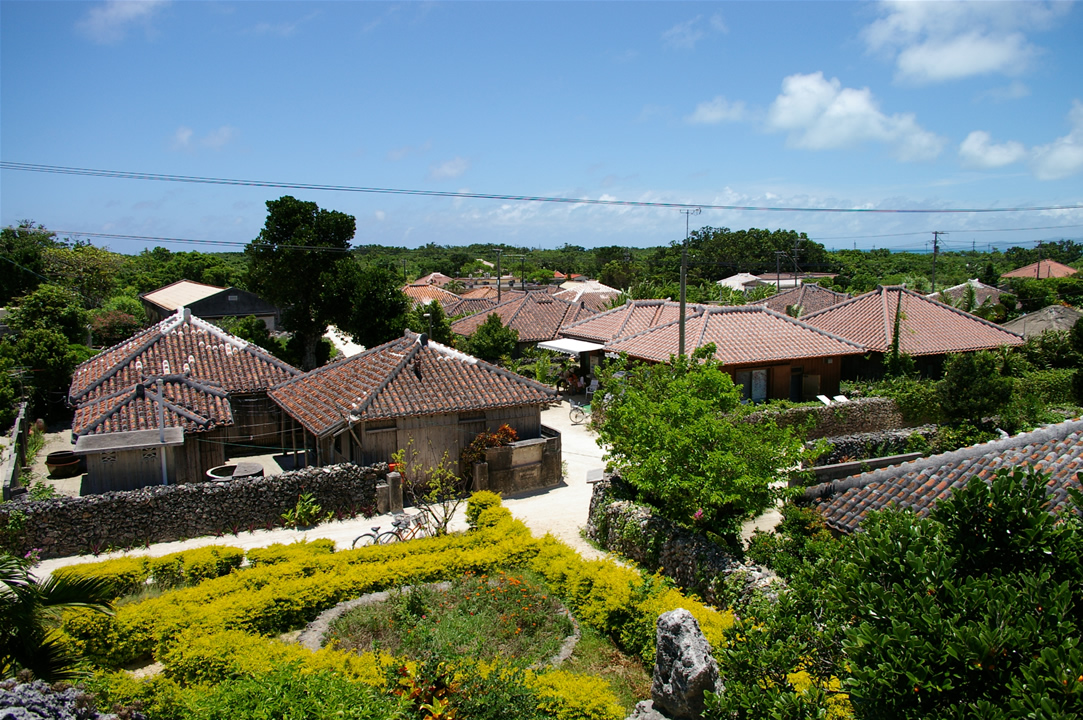
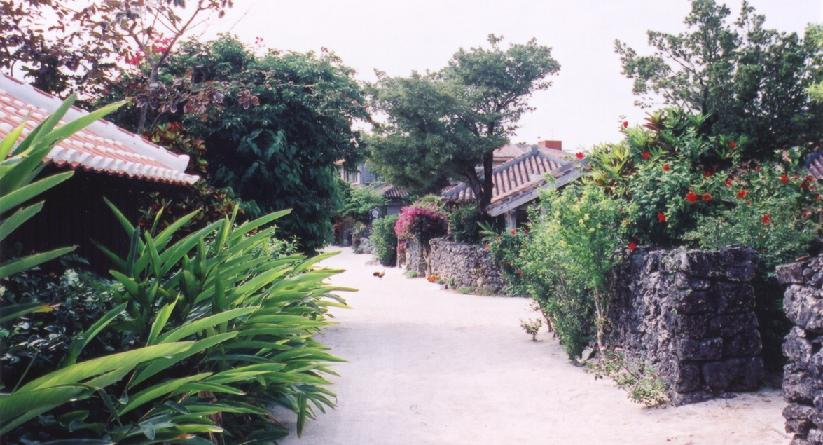
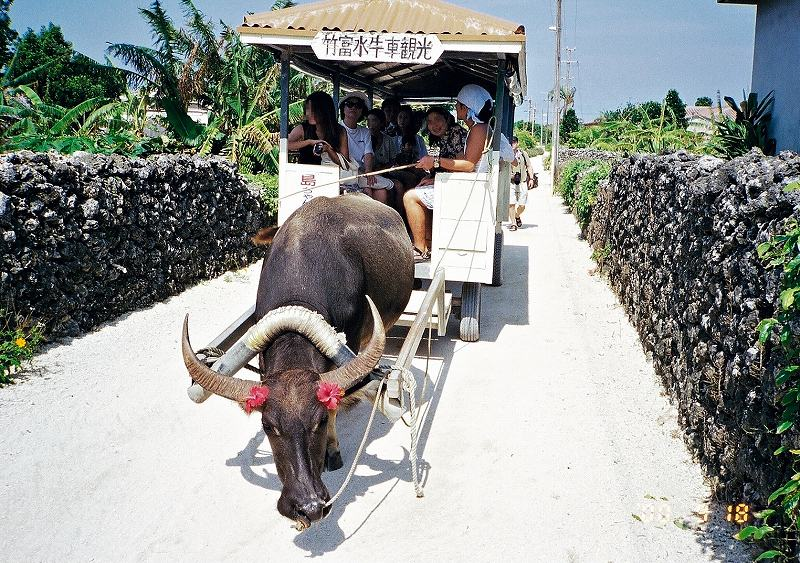
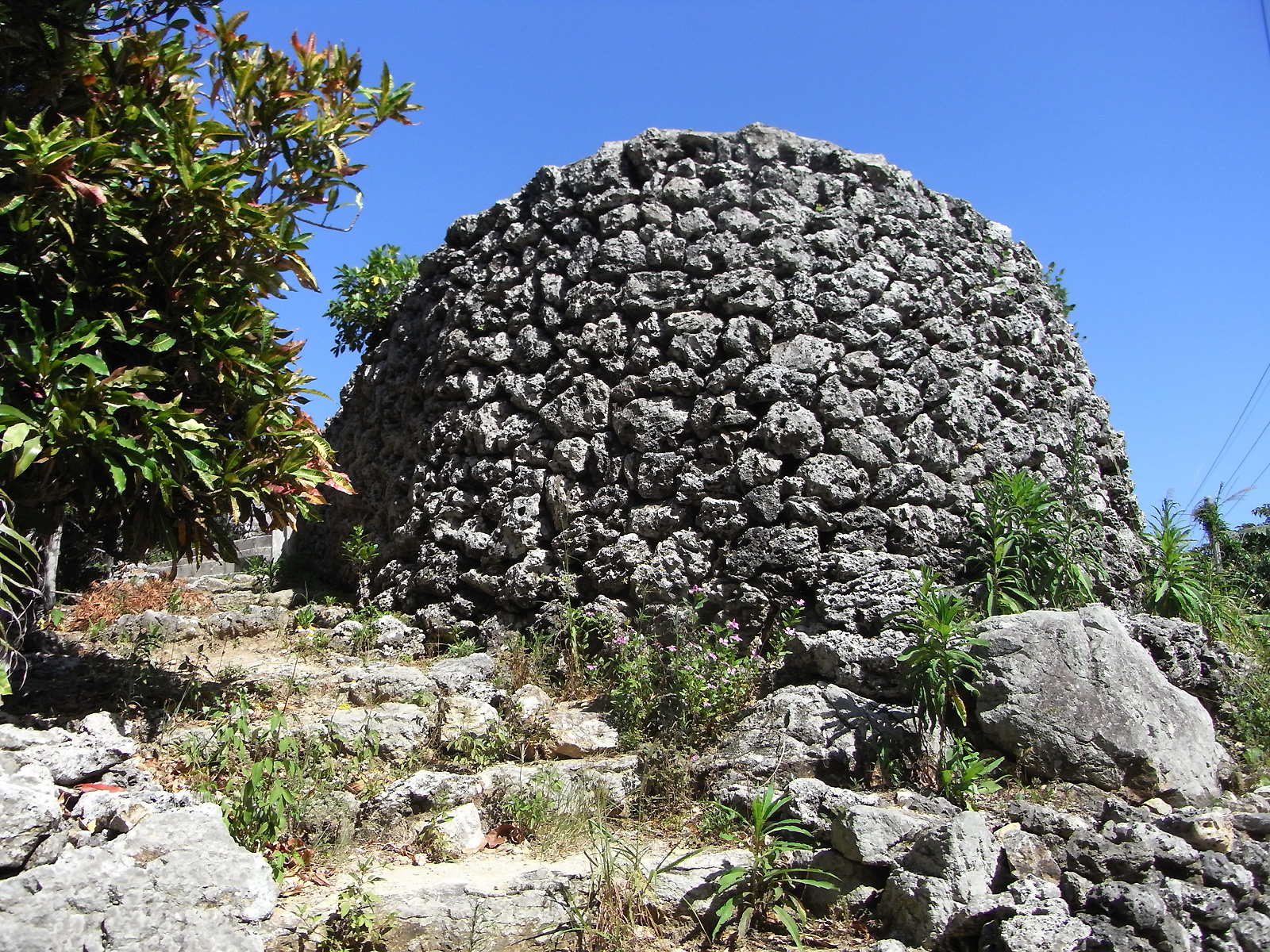
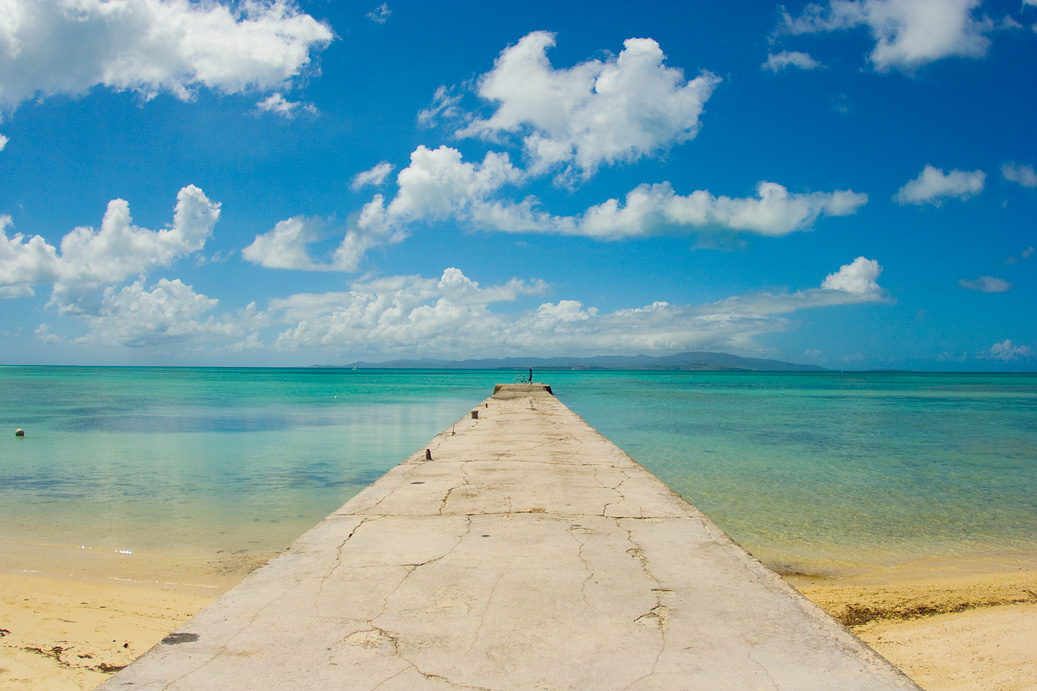
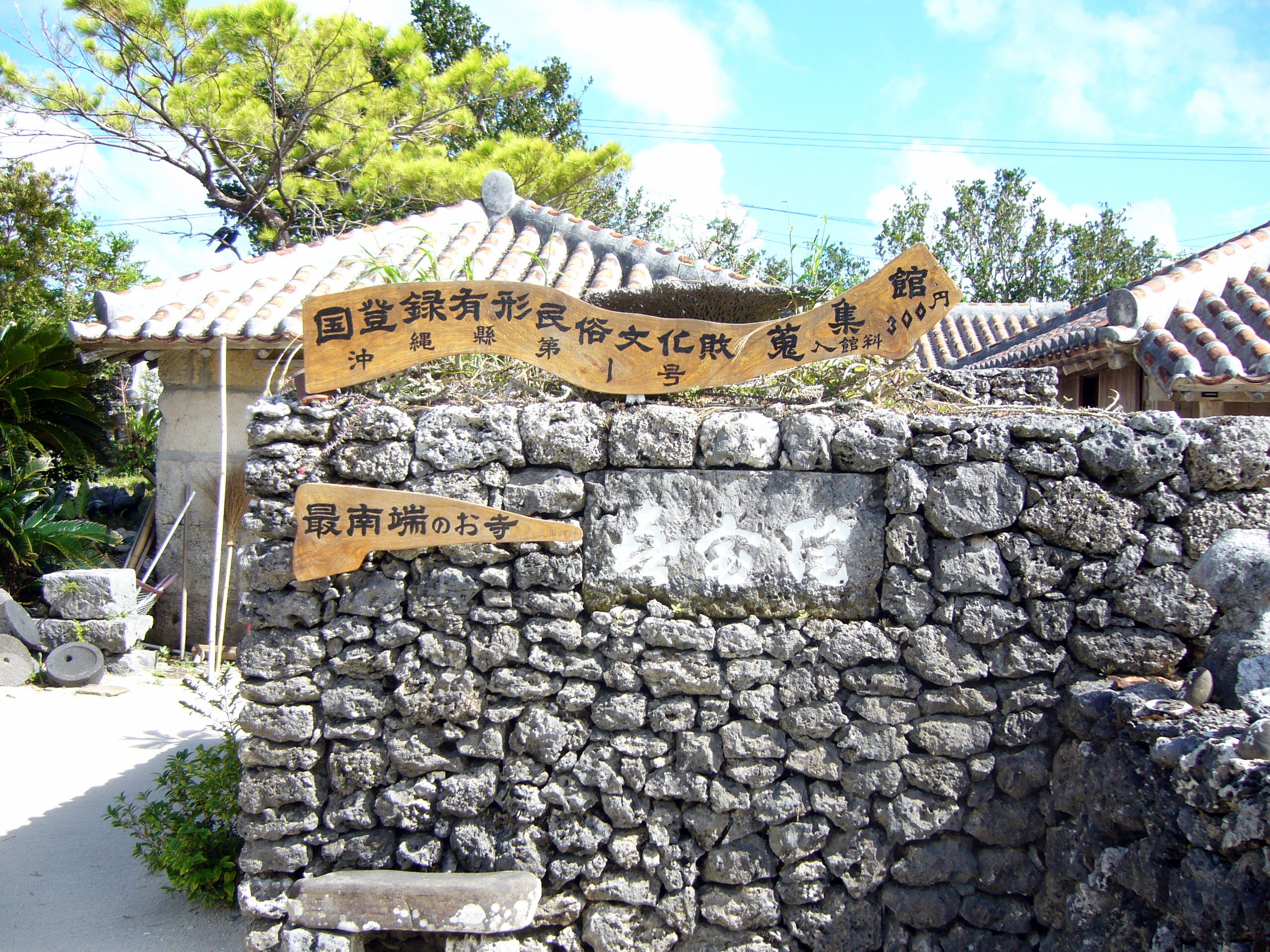
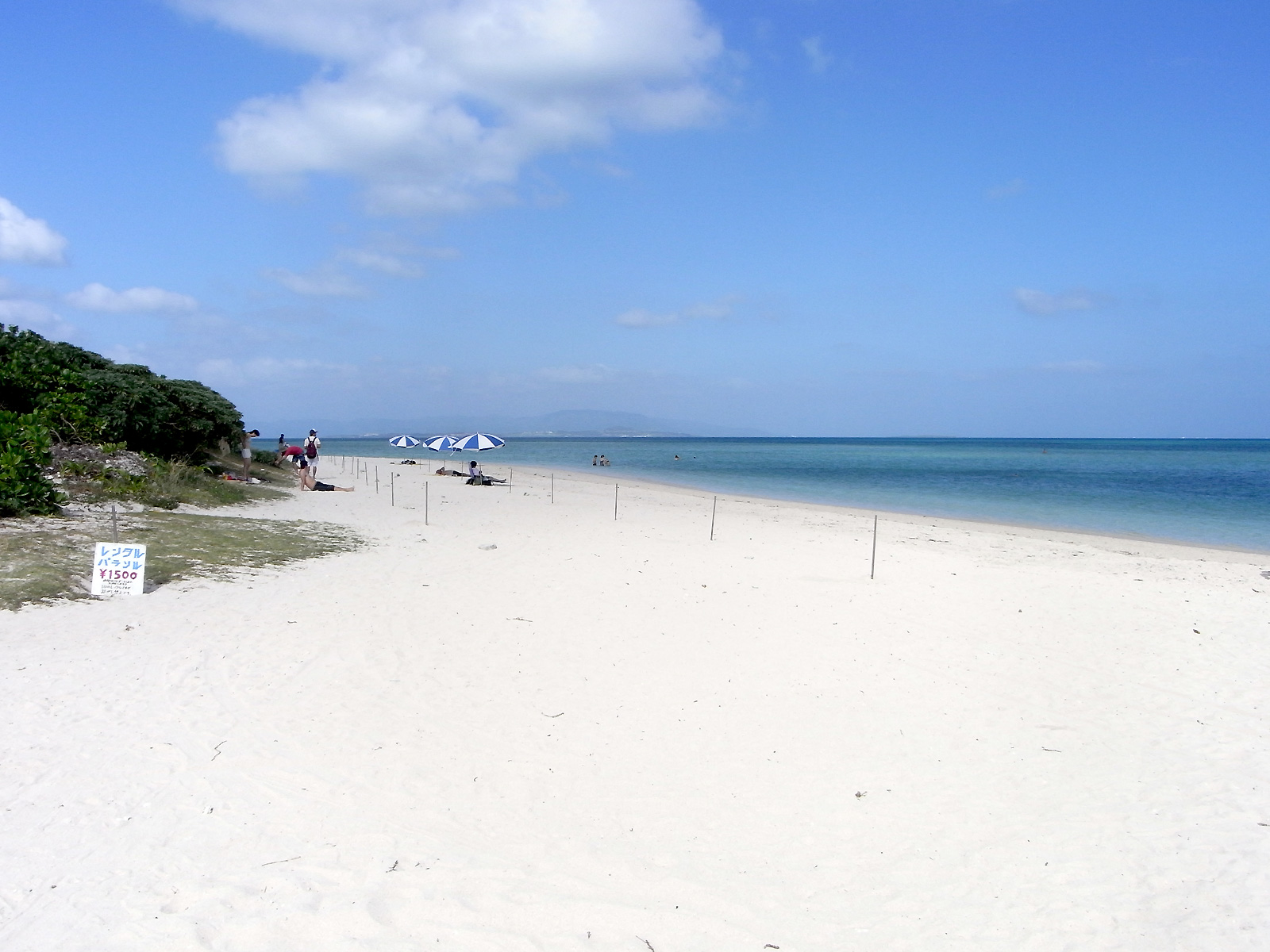
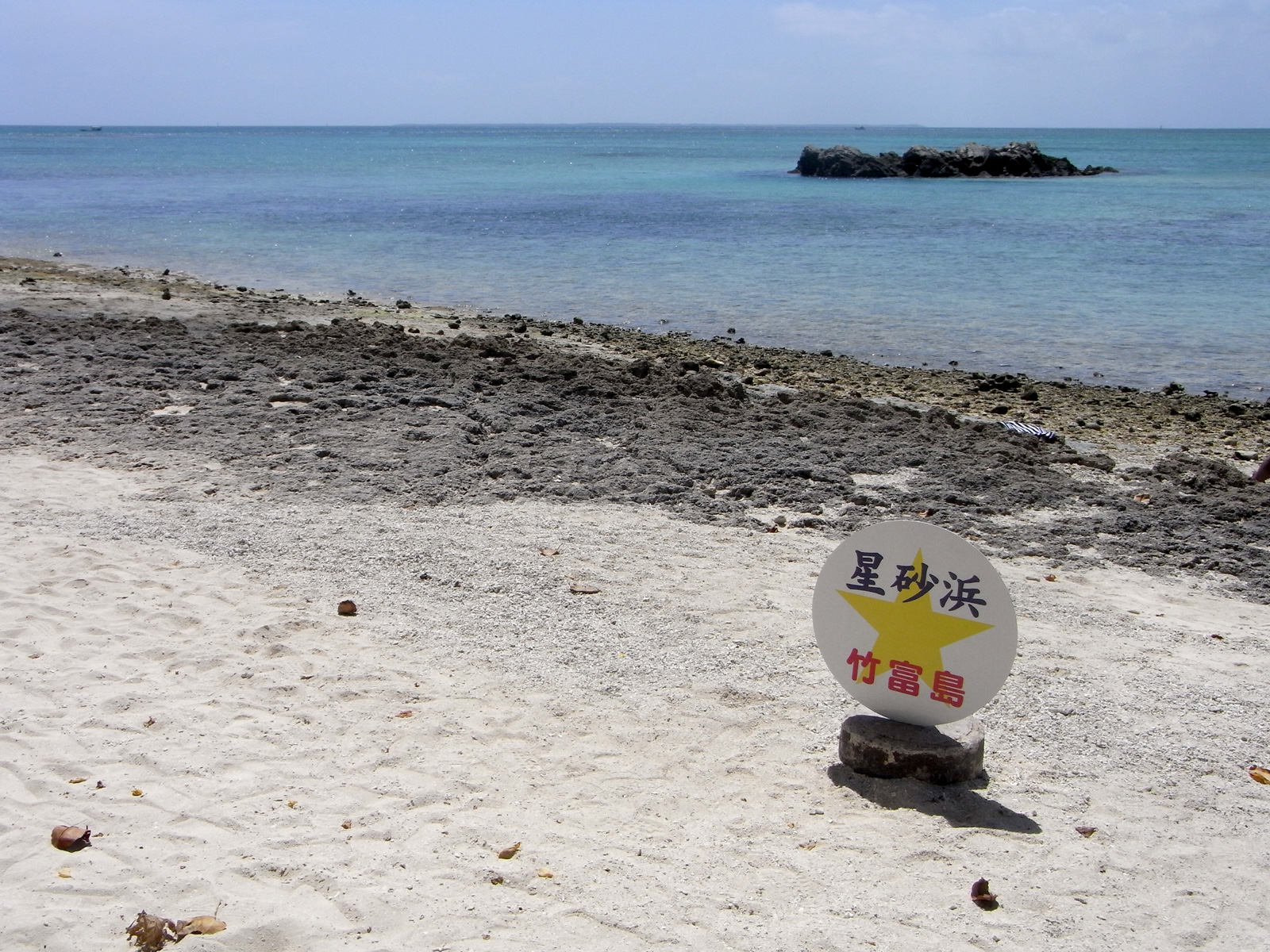
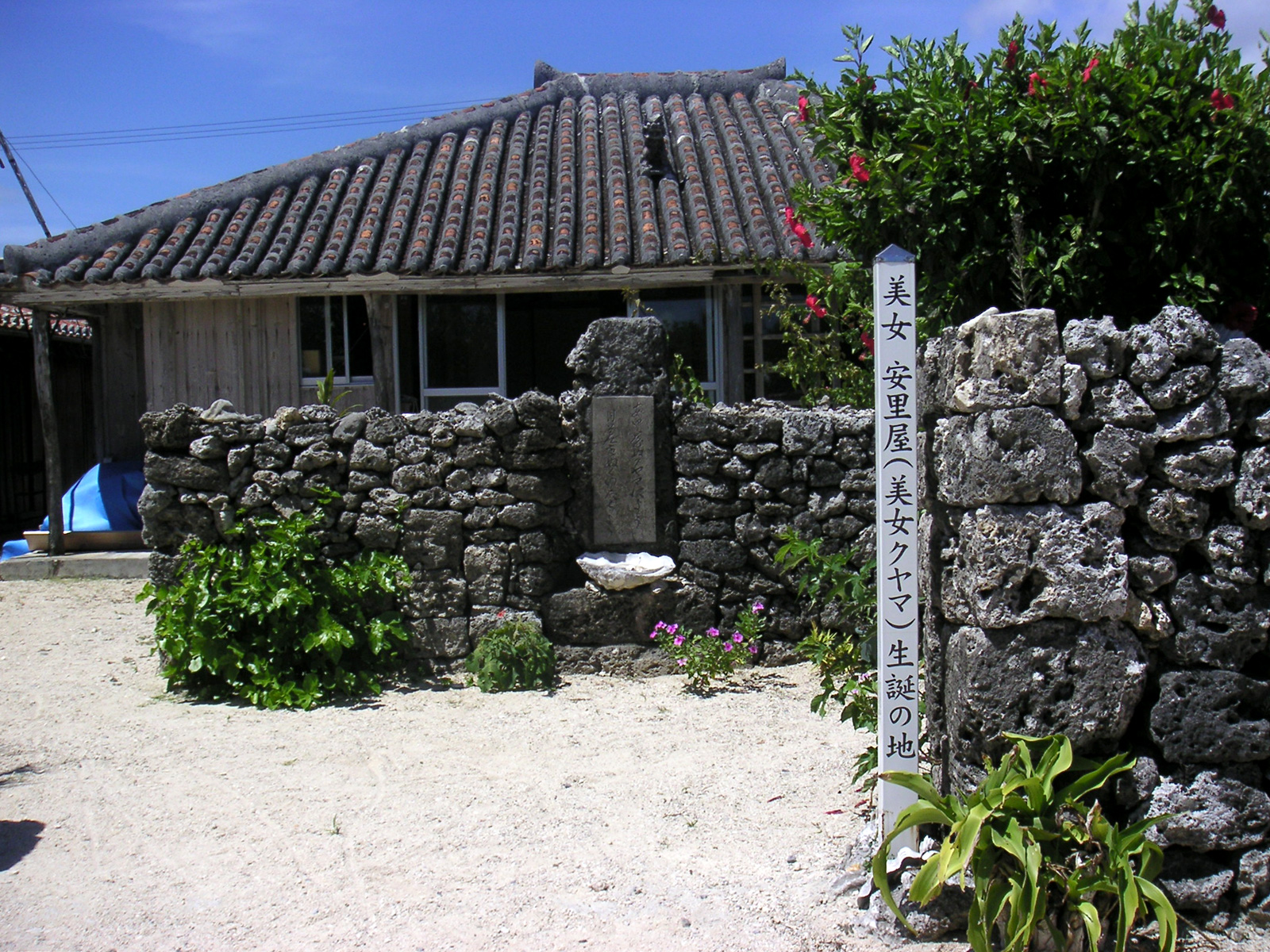